# أميك (ميشيغان)
أميك (بالإنجليزية: Ahmeek, Michigan)‏ هي منطقة سكنية تقع في الولايات المتحدة في مقاطعة كيويناو (ميشيغان). يقدر عدد سكانها بـ 146 نسمة ومساحتها 0.18 كم2 وترتفع عن سطح البحر 265 متر.

## التركيبة السكانية
قام مكتب تعداد الولايات المتحدة بتحديد بيانات التركيبة السكانية لأميك في تعداد الولايات المتحدة. في ما يلي، التركيبة السكانية حسب تعدادي 2000 و2010.

### تعداد عام 2000
بلغ عدد سكان أميك 157 نسمة بحسب تعداد عام 2000، وبلغ عدد الأسر 82 أسرة وعدد العائلات 36 عائلة مقيمة في القرية.
وتوزع التركيب العرقي للقرية بنسبة 96.82% من البيض و 0.64% من الأمريكيين ذوي الأصول الآسيوية و 2.55% من عرقين مختلطين أو أكثر.
بلغ عدد الأسر 82 أسرة كانت نسبة 18.3% منها لديها أطفال تحت سن الثامنة عشر تعيش معهم، وبلغت نسبة الأزواج القاطنين مع بعضهم البعض 34.1% من أصل المجموع الكلي للأسر، ونسبة 3.7% من الأسر كان لديها معيلات من الإناث دون وجود شريك، وكانت نسبة 54.9% من غير العائلات. تألفت نسبة 48.8% من أصل جميع الأسر من أفراد ونسبة 23.2% كانوا يعيش معهم شخص وحيد يبلغ من العمر 65 عاماً فما فوق. وبلغ الحجم الوسطي للأسر 2.84، أما الحجم الوسطي للعائلات فبلغ 1.91.
بلغ العمر الوسطي للسكان 43 عاماً. وكانت نسبة 19.1% من القاطنين تحت سن الثامنة عشر، وكانت نسبة 3.2% بين الثامنة عشر والأربعة وعشرون عاماً، ونسبة 31.2% كانت واقعةً في الفئة العمرية ما بين الخامسة والعشرون حتى والأربعة وأربعون عاماً، ونسبة 24.2% كانت ما بين الخامسة والأربعون حتى الرابعة والستون، ونسبة 22.3% كانت ضمن فئة الخامسة والستون عاماً فما فوق. وتوزع التركيب الجنسي للسكان بنسبة 58.1% ذكور و41.9% إناث.

## معرض صور

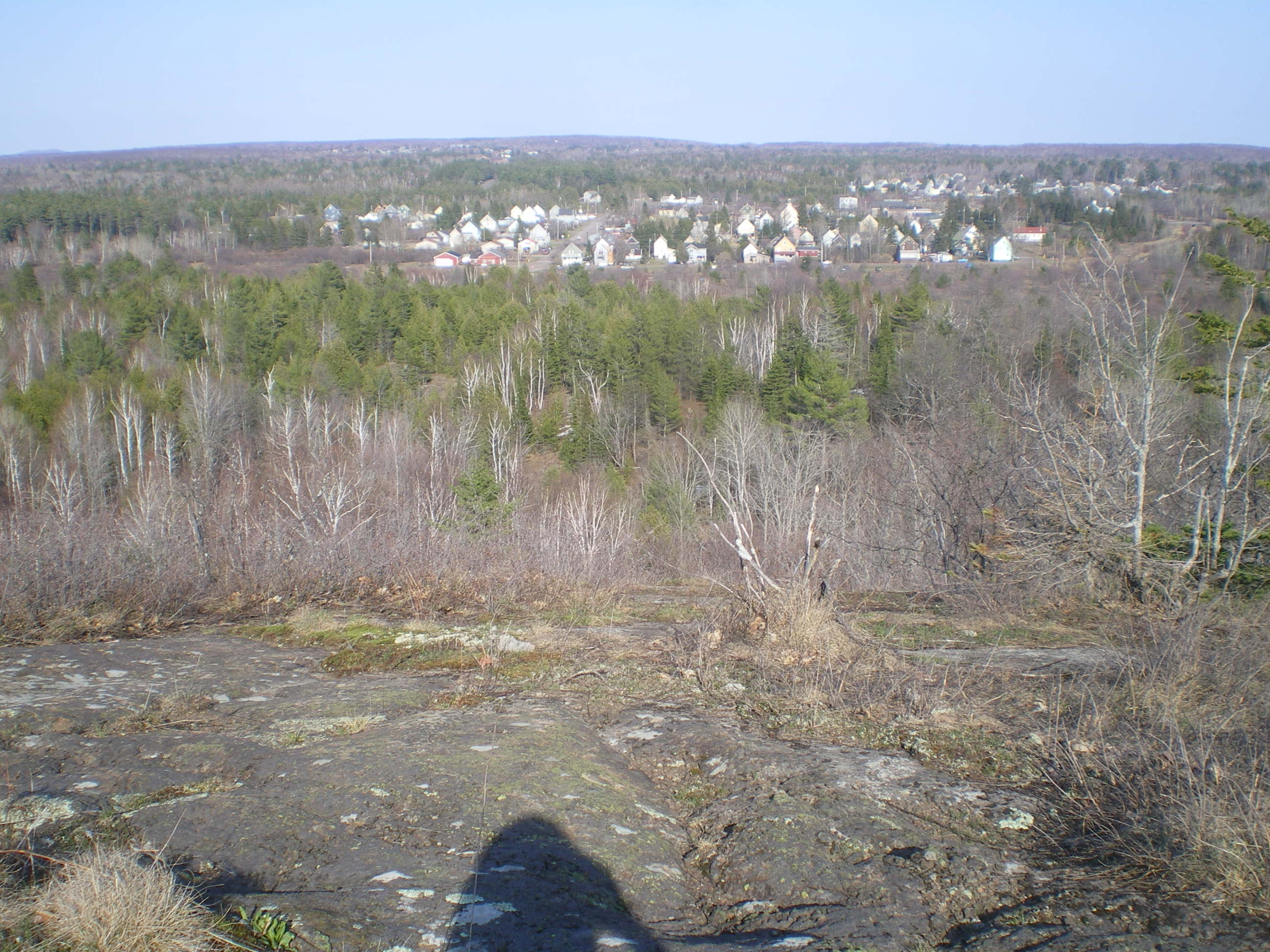
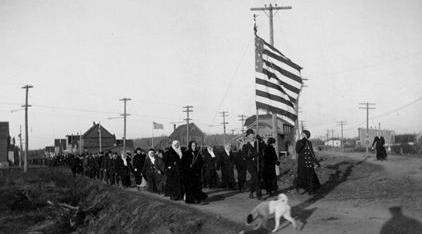
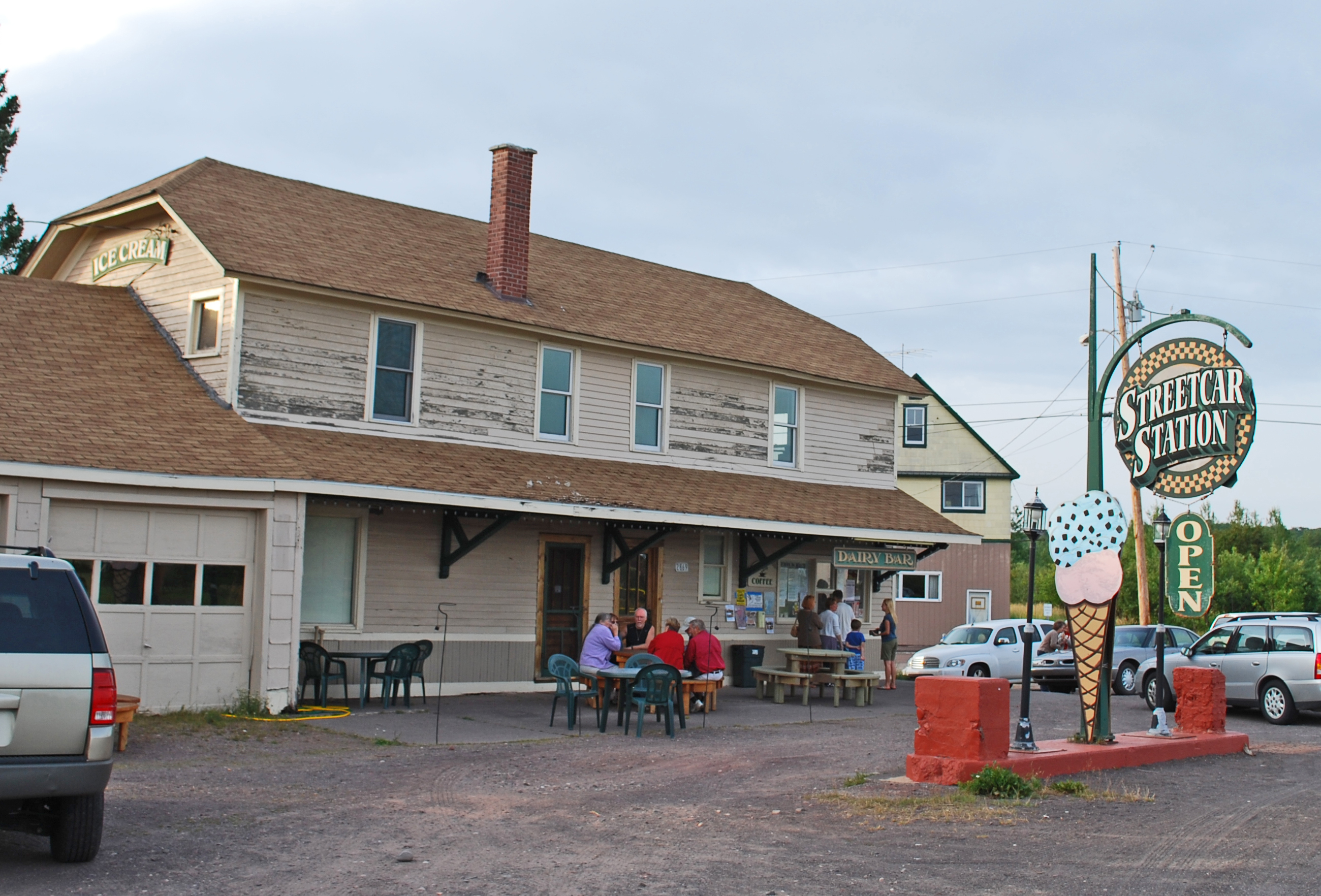

### تعداد عام 2010
بلغ عدد سكان أميك 146 نسمة بحسب تعداد عام 2010، وبلغ عدد الأسر 73 أسرة وعدد العائلات 38 عائلة مقيمة في القرية. في حين سجلت الكثافة السكانية 2,085.7 نسمة لكل ميل مربع (805.3/كم2). وبلغ عدد الوحدات السكنية 119 وحدة بمتوسط كثافة قدره 1,700.0 لكل ميل مربع (656.4/كم2).
وتوزع التركيب العرقي للقرية بنسبة 99.3% من البيض و 0.7% من الأمريكيين الأصليين.
بلغ عدد الأسر 73 أسرة كانت نسبة 21.9% منها لديها أطفال تحت سن الثامنة عشر تعيش معهم، وبلغت نسبة الأزواج القاطنين مع بعضهم البعض 32.9% من أصل المجموع الكلي للأسر، ونسبة 12.3% من الأسر كان لديها معيلات من الإناث دون وجود شريك، بينما كانت نسبة 6.8% من الأسر لديها معيلون من الذكور دون وجود شريكة وكانت نسبة 47.9% من غير العائلات. تألفت نسبة 38.4% من أصل جميع الأسر من أفراد ونسبة 12.3% كانوا يعيش معهم شخص وحيد يبلغ من العمر 65 عاماً فما فوق. وبلغ الحجم الوسطي للأسر 2.63، أما الحجم الوسطي للعائلات فبلغ 2.00.
بلغ العمر الوسطي للسكان 45.7 عاماً. وكانت نسبة 18.5% من القاطنين تحت سن الثامنة عشر، وكانت نسبة 8.8% بين الثامنة عشر والأربعة وعشرون عاماً، ونسبة 21.2% كانت واقعةً في الفئة العمرية ما بين الخامسة والعشرون حتى والأربعة وأربعون عاماً، ونسبة 32.8% كانت ما بين الخامسة والأربعون حتى الرابعة والستون، ونسبة 18.5% كانت ضمن فئة الخامسة والستون عاماً فما فوق. وتوزع التركيب الجنسي للسكان بنسبة 48.6% ذكور و51.4% إناث.